# Un cas parfait de stratégie criminelle
Pour plus de détails, voir Fiche technique et Distribution.
Un cas parfait pour une stratégie criminelle (Terza ipotesi su un caso di perfetta strategia criminale) est un giallo italien réalisé par Giuseppe Vari (crédité comme Joseph Warren), sorti en 1972.

## Synopsis
Photographe de métier, Carlo prend des photos de sa maîtresse et modèle Olga en bord de plage lorsqu'il est alerté par l'arrivée discrète d'une voiture. C'est de derrière un buisson qu'il regarde et photographie, non pas une, mais deux voitures. Le conducteur de l'une d'elles laisse un cadavre au volant de la seconde avant d'y mettre le feu. Le lendemain, en écoutant la radio, il apprend la mort accidentelle du procureur Anchisiotandis, supposé mort dans un accident de voiture. 
Alors qu'il développe les clichés de la veille, Carlo comprend que ce qu'il a photographié n'est autre que le meurtre, maquillé en accident, de ce dernier. Après avoir décidé à les vendre à un prix exorbitant à un journal à scandales, plusieurs personnes de son entourage, dont son oncle paralytique, sont assassinées par un tueur en série bien déterminé à récupérer les négatifs.

## Fiche technique
- Titre original : Terza ipotesi su un caso di perfetta strategia criminale
- Titre français : Un cas parfait pour une stratégie criminelle
- Réalisation et montage : Giuseppe Vari (crédité comme Joseph Warren)
- Scénario : Thomas Lang
- Musique : Mario Bertolazzi
- Photographie : Franco Villa
- Sociétés de production : Castor Film Productions et Ital-Victoria Film
- Pays d'origine :  Italie
- Langue originale : italien
- Format : couleur
- Genre : giallo
- Durée : 92 minutes
- Date de sortie : 
  -  Italie : 15 avril 1972

## Distribution
- Lou Castel (VF : Bernard Chaperon) : Carlo
- Beba Loncar (VF : Catherine Diamant) : Olga
- Adolfo Celi : inspecteur Vezzi
- Massimo Serato : oncle Fifi
- Umberto D'Orsi : Romano
- Renato Baldini : Notarantonio
- Consalvo Dell'Arti : Portella
- Antonio La Raina : Mauri
- Carlo Landa : Roversi
- Carla Mancini : une employée du night-club
- Renato Malavasi : Vicenzino Rocca
- Fortunato Arena : (VF : Jean Louis) Don Salvatore Aniello
- Domenico Maggio : Garrù